# Kommission zur Begrenzung des Festlandsockels

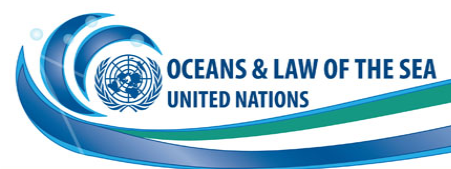
Logo

Die Kommission zur Begrenzung des Festlandsockels (auch Festlandsockelkommission) ist ein Organ des Seerechtsübereinkommens der Vereinten Nationen.
Die Kommission arbeitet auf der Grundlage von Art. 76 Abs. 8 in Verbindung mit Anlage II des Seerechtsübereinkommens und hat die Aufgabe, Empfehlungen zur Festlegung der äußeren Grenze des Festlandsockels im Sinne des Übereinkommens auszusprechen, wo diese mehr als 200 Seemeilen vom Land entfernt ist. Sie stützt sich dabei auf die von den Küstenstaaten gewonnenen geographischen und geologischen Daten.
Der Bereich Rechtsangelegenheiten (Abteilung Meeresangelegenheiten und Seerecht) des UN-Sekretariats nimmt im Namen des Generalsekretärs der Vereinten Nationen dessen Aufgaben gegenüber der Kommission wahr. Dazu zählt insbesondere auch die verwaltungsmäßige Unterstützung und deren Finanzierung.
Die Kommission konferiert zwei Mal jährlich.

## Kritik

Durch die Erweiterung der Ausschließlichen Wirtschaftszonen (dunkelgrün) der Küstenstaaten bis in den Bereich des äußeren Festlandsockels (orange) verringert sich das internationale Meeresgebiet. Bereits 57 % des Meeresbodens sind verteilt. Dem gemeinsamen Erbe der Menschheit bleiben 43 %.
Quelle: Meeresatlas 2017 – Daten und Fakten über unseren Umgang mit dem Ozean

Der Umgang mit dem Meeresboden, auf den einzelne Staaten weder einen souveränen Anspruch haben, noch Nutzungsrechte, basiert auf der Vorstellung, es gebe ein „gemeinsames Erbe der Menschheit“. Dies soll sicherstellen, dass die Umwelt geschützt wird und auch Entwicklungsländer an Bodenschätzen teilhaben.
Die Praxis sieht jedoch anders aus. Kann ein Staat seine exklusive Nutzungszone legal ausdehnen, schrumpft das gemeinsame Erbe. Ein Beispiel dafür ist Norwegen, das durch die kleine, komplett eisbedeckte Bouvetinsel im Südatlantik ein Nutzungsgebiet von 500.000 Quadratkilometern zugesprochen bekam, und im Fall der Heard und McDonaldinseln erhielt Australien gar eine zusätzliche ausschließliche Nutzungszone von 2,5 Millionen Quadratkilometern.
Über solche Ansprüche entscheidet die Festlandsockelkommission der Vereinten Nationen. Dabei geht es nicht nur um fossile Brennstoffe, Erze oder Metalle sowie um die Macht, die damit verbunden ist, es geht auch um globale strategische Interessen. Das noch nicht verteilte Gebiet schrumpft folglich – mittlerweile von ursprünglich über 70 Prozent auf 43 Prozent, das heißt, 57 Prozent des Meeresbodens sind bereits verteilt unter Nationalstaaten aufgeteilt, und eine Verteilungsgerechtigkeit wird es hier nicht geben.

## Zusammensetzung
2017-2022

- Al-Azri, Adnan Rashid Nasser – Oman
- Awosika, Lawrence Folajimi – Nigeria
- Campos, Aldino – Portugal
- De Landro-Clarke, Wanda-Lee – Trinidad und Tobago
- Glumov, Ivan F. – Russland
- Heinesen, Martin Vang – Dänemark
- Kalngui, Emmanuel – Kamerun
- Madon, Mazlan Bin – Malaysia
- Mahanjane, Estevao Stefane – Mosambik
- Marques, Jair Alberto Ribas – Brasilien
- Mazurowski, Marcin – Polen
- Moreira, Domingos de Carvalho Viana – Angola
- Mosher, David Cole – Kanada
- Njuguna, Simon – Kenia
- Park, Yong Ahn – Südkorea
- Paterlini, Carlos Marcelo – Argentinien
- Raharimananirina, Clodette – Madagaskar
- Tang, Yong – China
- Yamazaki, Toshitsugu – Japan
- Yáñez Carrizo, Gonzalo Alejandro – Chile[6]